# Flat Top (Terra di Coats)
La Flat Top (cima piatta) è una montagna caratteristica alta 1.330 m, caratterizzata da falesie o pareti rocciose verticali, situata 7 km a nordest delle Lister Heights, nella parte occidentale della Catena di Shackleton, nella Terra di Coats in Antartide. 
Fu individuata nel 1955-58 durante i voli di ricognizione dalla Commonwealth Trans-Antarctic Expedition (CTAE), che le assegnò anche l'attuale denominazione. Venne poi ispezionata e mappata dalla CTAE nel 1957.